# Dendrophryniscus skuki
Espèce
Synonymes
- Rhinella skuki Caramaschi, 2012

Dendrophryniscus skuki  est une espèce d'amphibiens de la famille des Bufonidae.

## Répartition
Cette espèce est endémique de l'État de Bahia au Brésil. Elle se rencontre à Itacaré à 13 m d'altitude (?).

## Description
Le mâle mesure 26,2 mm

## Étymologie
Cette espèce est nommée en l'honneur de Gabriel Omar Skuk Sugliano.

## Taxinomie
Cette espèce a été décrite dans le genre Rhinella par Ulisses Caramaschi, sur la base de sa proximité avec Rhinella boulengeri Chaparro, Pramuk, Gluesenkamp & Frost, 2007. Cette espèce étant transférée dans le genre Dendrophryniscus par Fouquet et al. sous le nom de Dendrophryniscus proboscideus (Boulenger, 1882). Caramaschi a déplacé cette espèce dans Dendrophryniscus.

## Publication originale
- Caramaschi, 2012 : A new species of beaked toad, Rhinella (Anura: Bufonidae), from the State of Bahia, Brazil. Zoologia, vol. 29, p. 343–348 (texte intégral).